# Nokia N92
Nokia N92 là chiếc điện thoại di động truyền hình (Mobile-TV) của Nokia, với kiểu dáng khá mới lạ, "vừa gập vừa xoay".

## Tổng quan
Nokia N92 được tích hợp công nghệ DVB-H để cho người dùng có thể xem một số chương trình TV yêu thích của mình mà không phải trả cước phí. N92 được tích hợp Wi-fi, có khả năng lướt web.
Người sử dụng có thể xem TV ngay cả khi ở ngoài trời, bởi N92 được Nokia trang bị một màn hình chống lóa QVGA với khả năng hiển thị 16 triệu màu và một màn hình ngoài 65.536 màu.
Tuy nhiên, Nokia N92 không có chế độ rung khi có cuộc gọi tới, kiểu dáng rất to lớn và cồng kềnh, chỉ phù hợp cho nam giới.

## Tính năng
- Băng tần: UMTS và GSM 900/1800/1900
- Trọng lượng: 191 gram
- Kích thước: 107,4x58,2x24,8 mm
- Hệ điều hành: Symbian OS 60 9.1v3 UI *Wifi tốc độ cao
- Màn hình chính 16 triệu màu và màn hình phụ 252.000 màu
- N92 có 2 máy ảnh: Máy ảnh chính 2.0mpx với đèn flash, zoom số 4x và 1 máy ảnh CIF dùng khi chat giống như một Webcam (Website Camcorder) zoom số 2x
- Nokia N92 có khả năng nghe nhạc và xem phim đa định dạng (MP3, AAC, eAAC,WAV,WMA với nghe nhạc, còn MP4 và 3GP với xem video)
- Bộ nhớ trong của N92 lên đến 50MB và thêm thẻ nhớ ngoài lên đến 2GB (hotswap)
- Không rung
- Pin chuẩn: Li-Ion (BP-5L) 1500mAh